# Thelephora fragilis
Thelephora fragilis är en svampart som beskrevs av Ehrh. 1787. Thelephora fragilis ingår i släktet vårtöron och familjen Thelephoraceae.   Inga underarter finns listade i Catalogue of Life.